# Ronald J. Hays

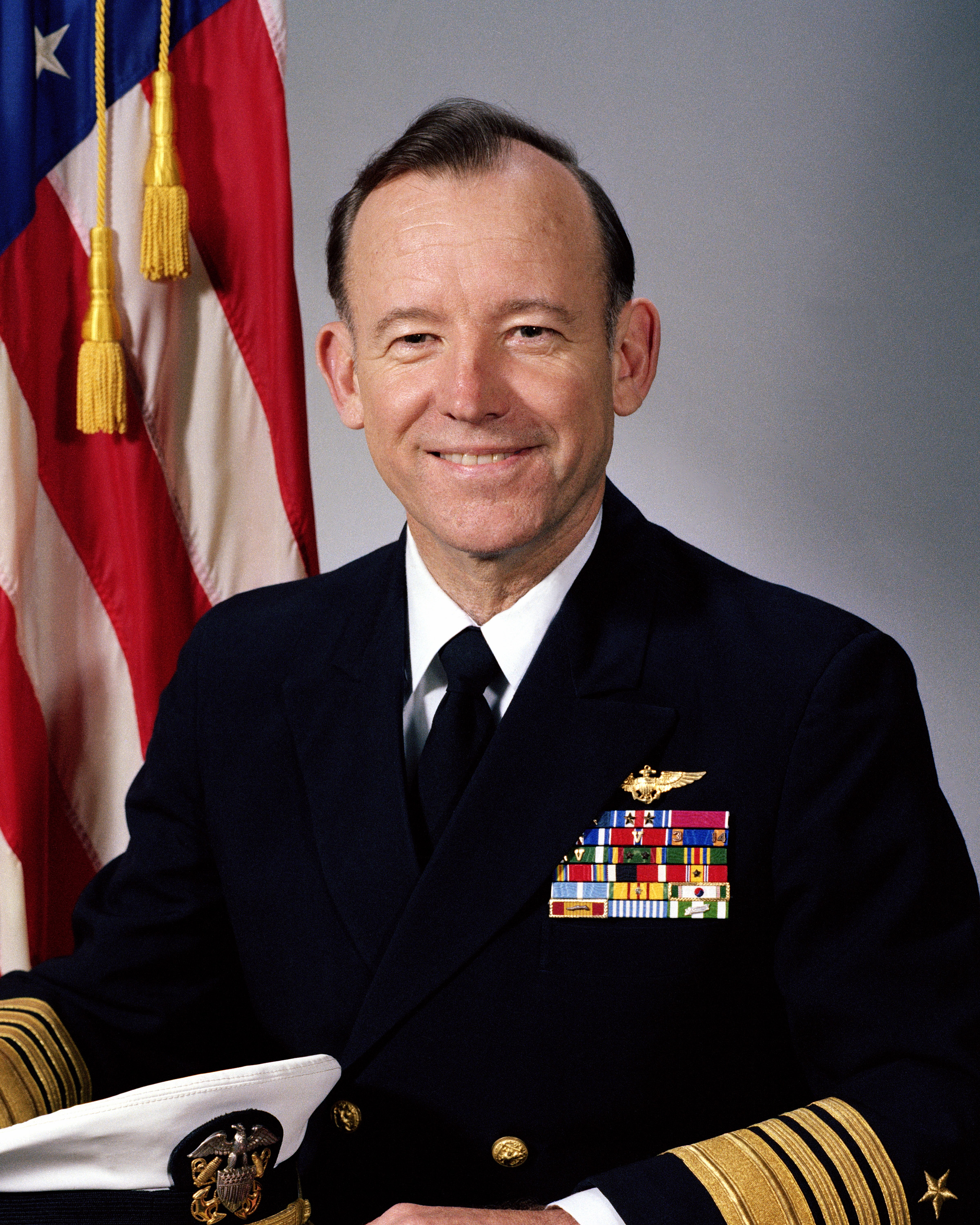
Admiral Ronald Jackson Hays

Ronald Jackson Hays (* 19. August 1928 in Urania, Louisiana; † 11. Januar 2021) war ein US-amerikanischer Admiral der US Navy, der zwischen 1980 und 1983 Oberbefehlshaber der US Naval Forces Europe, von 1983 bis 1985 Vice Chief of Naval Operations sowie zwischen 1985 und 1988 Oberbefehlshaber des US Pacific Command war. Für seine militärischen Verdienste als Pilot eines Kampfflugzeuges vom Typ Grumman A-6 während des Vietnamkrieges wurde er zwischen 1966 und 1967 mehrmals ausgezeichnet.

## Leben

### Militärische Ausbildung
Hays begann nach dem Schulbesuch 1946 seine militärische Ausbildung an der US Naval Academy in Annapolis, die er 1950 abschloss. Ein Studium an der Northwestern State University beendete er mit einem Bachelor of Science (B.Sc.) und trat 1950 als Leutnant zur See in die US Navy ein, in der er zunächst als Offizier auf einem Zerstörer der US-Atlantikflotte (US Atlantic Fleet) eingesetzt war. Danach absolvierte er 1951 bis 1952 auch eine Ausbildung zum Marineflieger, die er mit dem Flugführerabzeichen (Naval Aviator Badge) beendete. Im Anschluss folgte von 1953 bis 1956 eine Verwendung als Pilot eines Jagdflugzeuges bei der US-Pazifikflotte (US Pacific Fleet). Nachdem er zwischen 1956 und 1959 Testpilot war, wurde er nach weiteren Verwendungen 1961 Kommandeur einer Fliegerstaffel.

### Vietnamkrieg
Während des Vietnamkrieges fungierte Fregattenkapitän Hays zwischen 1966 und 1967 als Pilot eines Kampfflugzeuges vom Typ Grumman A-6 und Kommandeur der auf dem Flugzeugträger Kitty Hawk stationierten 85. Angriffsstaffel (Attack Squadron 85) und wurde für seine dortigen Verdienste und militärischen Leistungen mehrfach ausgezeichnet.
Hays flog am 16. April 1966 einen gefährlichen Tagesangriff mit einem weiteren Piloten gegen das Eisenbahndepot Qui Vinh im Norden Vietnams, wobei er sich einer starken Flugabwehr durch Artillerie und Gewehren ausgesetzt sah. Dennoch gelang es ihm trotz eigener Beschädigungen seines Flugzeuges, seine Bomben auf die Eisenbahnlinie zwischen Nord- und Südvietnam abzuwerfen und dadurch große Teil des Eisenbahnnetzes sowie mehrere der dort stehenden Eisenbahnwagen und Lokomotiven zu zerstören. Für diesen Einsatz wurde ihm das Distinguished Flying Cross überreicht. Am 18. April 1966 flog er einen weiteren Einsatz mit einem anderen Piloten gegen das Kraftwerk Uông Bí in der Nähe von Hải Phòng. Den Angriff flog er bei Nacht, um einer frühzeitigen Entdeckung und Gegenwehr durch feindliche Flugzeuge, Boden-Luft-Raketen und Flugabwehr zu entgehen. Durch die von ihm abgeworfenen Bomben wurde Explosionen im Kraftwerk ausgelöst, die zu einem Stromausfall in der Umgebung führten. Für diese Leistung wurde er erneut mit dem Distinguished Flying Cross ausgezeichnet. Am 13. Dezember 1966 plante und kommandierte er eine aus 25 Flugzeugen bestehende Angriffsgruppe bei einem Tageslichtangriff auf das stark bewachte Van Dien-Fahrzeugdepot, acht Kilometer vor Hanoi. Trotz des Beschusses und der Beschädigung seines Flugzeuges an einer Tragfläche leitete er den Angriff des Verbandes weiter und konnte die Bomben über das vorgesehene Zielgebiet abwerfen. Für diese Verdienste wurde ihm der Silver Star verliehen.
Hays war weiterhin am 21. Januar 1967 Kommandeur eines Angriffsverbandes von 30 Flugzeuges gegen das schwer bewachte und strategisch wichtige Industriegebiet um Ninh Bình. Dabei konnte sein Verband trotz des Tagesangriffs zahlreiche Ziele treffen und wurde hierfür erneut mit dem Distinguished Flying Cross geehrt. Am 10. März führte er einen weiteren Angriffsverband von 30 Flugzeugen gegen das strategisch bedeutsame Kraftwerk von Hồng Gai bei Hạ Long an. Trotz erneuter Luftabwehr konnte sein Verband im Zielgebiet erhebliche Schäden anrichten. Für diese Verdienste wurde ihm abermals das Distinguished Flying Cross verliehen. Am 11. März 1967 befahl Fregattenkapitän Hays einen Angriffsverband von 17 Kampfflugzeugen sowie elf weiteren unterstützenden Flugzeugen in einem Tageslichtangriff gegen das Kraftwerk von Bắc Giang in der gleichnamigen Provinz, knapp 50 Kilometer vor Hanoi. Dabei gelang es ihm trotz heftigen feindlichen Abwehraktionen abermals die für das Ziel vorgesehenen Bomben abzuwerfen. Auch für diesen wurde ihm das Distinguished Flying Cross verliehen.
Am 16. März 1967 flog er einen weiteren Nachtangriff auf das strategisch wichtigste Kraftwerk von Bắc Giang. Nachdem sein Partnerflugzeug den Angriff wegen einer Fehlfunktion abbrechen musste, flog er den Angriff trotz schwieriger Wetterverhältnisse bei vollständiger Dunkelheit und in geringer Höhe weiter und konnten erneut die Bomben auf das geplante Ziel abwerfen. In den darauf folgenden Tagen führte er vom 18. bis 24. März 1967 vier weitere Nachtangriffe seines Verbandes gegen das einzige Stahl- und Eisenkombinat Nordvietnams sowie gegen zwei der wichtigsten Heizkraftwerke des Landes an, die jeweils im Landesinneren lagen. Dabei erfuhr seine Staffel erhebliche Gegenwehr durch Flugabwehreinheiten sowie Flugzeuge der Nordvietnamesischen Volksarmee in der Region Đồng Bằng Sông Hồng, dem Gebiet des Delta des Roten Flusses. Für diese Aktionen wurden ihm zwei weitere Male der Silver Star verliehen. Am 24. April 1967 führte er abermals einen Angriff an, und zwar gegen den nordvietnamesischen Abfangjäger-Stützpunkt Kép in der Provinz Bắc Giang. Dabei gelang es ihm erneut trotz erheblicher Abwehr Schäden auf dem mit Mikojan-Gurewitsch MiG-21-Abfangjägern ausgestatteten Stützpunkt zu erzielen. Auch hierfür wurde er mit dem Distinguished Flying Cross geehrt. Schließlich flog er am 19. Mai 1967 mit seiner aus 19 Flugzeugen bestehenden Staffel im Rahmen eines Großangriffs der 11. Marinefliegerdivision (Air Wing Eleven) einen Angriff gegen das Materialdepot der Nordvietnamesischen Volksarmee in Văn Điển, einem Vorort von Hanoi. Dabei überflog seine Einheit rund 200 Kilometer Feindesland. Auch für diesen Einsatz erhielt er zum siebten Mal das Distinguished Flying Cross. Darüber hinaus wurde er für seine militärischen Verdienste im Vietnamkrieg mit dem Legion of Merit ausgezeichnet.

### Flaggoffizier
Nach Beendigung seiner Verwendung auf dem Flugzeugträger USS Kitty Hawk war Hays zunächst zwischen 1967 und 1969 Offizier für Luftkriegsführung im Stab der 7. US-Flotte, ehe er 1969 ins US-Marineministerium (US Department of the Navy) nach Washington, D.C. berufen, wo er Offizier für Taktische Flugzeugplanung im Büro des Chief of Naval Operations (CNO) wurde. Diese Funktion bekleidete er bis 1971 und war danach Kommandant (Commanding Officer) des auf Puerto Rico liegenden Marinefliegerstützpunktes Roosevelt Roads Naval Station.
Anschließend kehrte Hays ins Büro des CNO zurück und war dort Leiter der Abteilung für Marineprogrammplanung, ehe er als Konteradmiral Befehlshaber der zur US-Atlantikflotte (US Atlantic Fleet) gehörenden 4. Flugzeugträgerdivision (Carrier Division Four) wurde, aus der die heutige Carrier Strike Group 4 hervorging.
Danach folgte eine Verwendung zwischen August 1975 und Juli 1978 als Direktor des Amtes für Programmbewertung OPA (Office of Program Appraisal) im US-Marineministerium und war damit für die Prüfung aller Programme der US Navy sowie des US Marine Corps verantwortlich. Zugleich gehörte er damit zum Beraterstab des US-Marineministers (US Secretary of the Navy), des Chief of Naval Operations und des Commandant of the Marine Corps. Für seine Verdienste in dieser Funktion wurde er erstmals mit der Navy Distinguished Service Medal geehrt.
Im Anschluss wurde Hays als Vizeadmiral im Juli 1978 Stellvertretender Oberbefehlshaber und Chef des Stabes der US-Streitkräfte im Atlantik (US Atlantic Command) sowie in Personalunion auch Stellvertretender Oberbefehlshaber der US-Atlantikflotte und verblieb auf diesen Posten bis August 1980. Er war damit Vize-Oberkommandierender aller US-Streitkräfte im Westatlantischen Raum sowie im Atlantischen Ozean und unterstützte den Oberbefehlshaber dieser Einheiten in Fragen der Organisation, Verwaltung, Ausbildung, Bereitschaft und Operationen. Für die dortigen Verdienste wurde er wiederum mit der Navy Distinguished Service Medal ausgezeichnet.

### Admiral der US Navy und Tätigkeiten in der Privatwirtschaft
Im Anschluss wurde Hays im September 1983 zum Admiral befördert und übernahm als Nachfolger von Admiral Joseph P. Moorer die Funktion als Oberbefehlshaber der US-Seestreitkräfte in Europa (US Naval Forces Europe). Die Funktion übte er bis Januar 1983 aus und war in Personalunion auch Kommandeur der US-Streitkräfte im Ostatlantik (US Commander Eastern Atlantic). Im Anschluss wurde er als Oberbefehlshaber der US-Seestreitkräfte in Europa von Admiral William J. Crowe, Jr. abgelöst, der zugleich auch Oberbefehlshaber der NATO-Streitkräfte in Südeuropa AFSOUTH (Commander-in-Chief Allied Forces Southern Europe) wurde. Hays war vorübergehend vom Januar bis März 1983 Stellvertretender Oberbefehlshaber der US Naval Forces Europe und damit Vertreter seines Nachfolgers.
Danach folgte Admiral Hays im April 1983 Admiral William N. Small als Vice Chief of Naval Operations (VCNO). Er bekleidete damit nach dem Chief of Naval Operations die zweithöchste Funktion innerhalb der Führung der US Navy. Dieses Amt übte er bis September 1985 aus und wurde daraufhin von Admiral James B. Busey IV. abgelöst.
Zuletzt wurde Admiral Hays am 18. September 1985 Nachfolger von Admiral William J. Crowe, Jr., als Oberbefehlshaber des US Pacific Command. Er war damit Oberkommandierender dieses teilstreitkräfteübergreifenden Regionalkommandos der US-Streitkräfte und zuständig für den pazifischen und südostasiatischen Raum. Auf diesem Posten verblieb Hays bis zu seinem Ausscheiden aus dem aktiven militärischen Dienst am 15. September 1988 und wurde danach am 30. September 1988 von Admiral Huntington Hardisty abgelöst.
Am 15. Juni 1988 erhielt Hays die Gray Eagles Trophy, eine 1960 vom Flugzeughersteller Chance Vought Aircraft gestiftete Auszeichnung für Marineflieger mit der längsten aktiven Dienstzeit. Er übernahm die Auszeichnung von Generalleutnant Frank E. Peterson und übergab die Auszeichnung mit seinem Ausscheiden aus dem aktiven Dienst am 15. September 1988 an Vizeadmiral Robert F. Dunn.
Danach wechselte Hays in die Privatwirtschaft und war zunächst zwischen 1988 und 1992 Vorstandsvorsitzender und Chief Executive Officer (CEO) des Pacific International Center for High Technology Research, ehe er 1992 eine Tätigkeit als freier Technischer Berater aufnahm.

## Auszeichnungen
- Navy Distinguished Service Medal (4 ×)
- Silver Star (3 ×)
- Legion of Merit
- Distinguished Flying Cross (7 ×)